# Laberintos del corazón
Laberintos del corazón (título original: Sangue bom, en español: Sangre buena) es una telenovela brasileña producida por TV Globo que se estrenó el 29 de abril de 2013, sustituyendo a Guerra dos Sexos. 
Escrita por Maria Adelaide Amaral y Vincent Villari, con la colaboración de Álvaro Ramos, Letícia Mey, Juliano Righetto, Marta Nehring, Rodrigo Amaral y Tati Bernardi, dirigida por Cristiano Marques, Luísa Lima y Henrique Sauer, con la dirección general de Dennis Carvalho y María de Médicis sobre núcleo de Dennis Carvalho.
Fue protagonizada por Sophie Charlotte, Marco Pigossi, Fernanda Vasconcellos, Jayme Matarazzo, Humberto Carrão e Isabelle Drummond, con las participaciones antagónicas de Giulia Gam, Rômulo Neto, Ingrid Guimarães y Maria Helena Chira.

## Trama
Es en São Paulo, entre las tendencias, la moda y el consumo que comienza la historia. Tres niños abandonados, Bento, Amora y Fabio (Fabinho) se reunían en un hogar de huérfanos, administrado por Gilson y Salma en el barrio de Casa Verde. Los tres tuvieron destinos distintos. Amora fue adoptada por una actriz muy rica, Barbara Ellen y Fabinho por una familia en bancarrota, Bento creció y fundó su cooperación de las flores, Acacia Amarilla, con la ayuda de su amiga de infancia, la valiente Giane, una apasionada del fútbol (que ama a su amigo Bento en secreto). Fabinho, a su vez, decidió regresar a São Paulo en busca de su familia biológica y sigue el mismo camino de éxito de Amora, pasando por encima de todo el mundo para lograr sus objetivos. Amora rodeada por el lujo y el glamour al ser adoptada por Barbara, una actriz famosa pero decadente y perturbada, que tuvo con el famoso cineasta Plinio Campana, su única hija biológica, la dulce Malu. Más tarde, adopta otros tres hijos - Luz, Kevin y Dorothy - como una forma de promoverse para la media. Malu es contraria a todo este mundo de consumismo e inutilidad que tanto les gustan a su madre y su hermana: es licenciada en Enseñanza y hace postgrado en Ciencias Sociales. Justa y recta, es enamorada del playboy Maurício, novio de Amora. Pero el encuentro entre Bento y Amora resulta una serie de eventos y giros en la vida de estos seis jóvenes.
El padre de Malu, Plinio, tuvo un matrimonio difícil con Bárbara Ellen. Mientras la actriz sufre la persecución de Tina León, que no le perdona por su novio que la abandonara en el altar, como Bárbara hizo un día con él, Plinio busca revivir un amor del pasado al reunirse con Irene, una exactriz que cambió el nombre por el de Rita y trabaja como estatua viviente y hace lectura de cuentos a los niños. Irene guarda misteriosos secretos sobre su pasado: entre ellos, su desaparición repentina que tuvo lugar después de la pérdida de Plinio para Bárbara y el hecho de haber abandonado a su hijo con Plinio, Fabinho en una crisis de depresión.
Además de cuidar a los jóvenes que han sido abandonados, Gilson y Salma son padres de Erico, que después de decepcionarse con su novia de juventud, Renata, se enamora de Verónica, esposa del publicista Nathan, su jefe, y madre de Maurício, el amor de Malu y novio de Amora. Los padres de Erico son propietarios del "Sing", un divertido bar donde trabaja Rosemere, que ha criado el niño solo, lejos de su padre que le ignora, el artista frustrado Perácio. Perácio es el hijo de una mujer en la bancarrota, Gloria, que en el pasado abandonó a su nieto recién nacido, Bento, en una estación de tren y guarda el secreto de todos. El hermano mayor de Gilson es el arrogante hombre de negocios, Wilson, exmarido de Damaris y enemigo de Bento, sin saberlo que el joven es el hijo por quien llora a más de 20 años.

## Reparto
| Actor                 | Personaje                                 |
| --------------------- | ----------------------------------------- |
| Marco Pigossi         | Bento de Jesus                            |
| Sophie Charlotte      | Amora Campana / Mayara Capillati          |
| Fernanda Vasconcellos | María Luísa Campana (Malú)                |
| Jayme Matarazzo       | Maurício Vasquez                          |
| Isabelle Drummond     | Yenny de Souza                            |
| Humberto Carrão       | Fábio Queiroz (Fabito)                    |
| Ingrid Guimarães      | Albertina Leão (Tina)                     |
| Giulia Gam            | Bárbara Ellen (Concepción da Silva)       |
| Mariah da Penha       | Emília Fiapo dos Reis (Emilinha)          |
| Marisa Orth           | Damáris Carmim Rabello / Gládis do Cabuçu |
| Bruno García          | Natán Vasquez                             |
| Letícia Sabatella     | Verónica Vásquez                          |
| Regiane Alves         | Renata Moretti                            |
| Maria Helena Chira    | Lara Keller                               |
| Josafá Filho          | Filipinho                                 |
| Herson Capri          | Plínio Campana                            |
| Marco Ricca           | Wilson Rabelo                             |
| Mayana Neiva          | Charlene                                  |
| Felipe Camargo        | Perácio Pais                              |
| Malu Mader            | Rosemere Moreira                          |
| Deborah Evelyn        | Irene Fiori (Rita de Cássia)              |
| Armando Babaioff      | Érico Rabelo                              |
| Joaquim Lopes         | Lucindo Lago                              |
| Yoná Magalhães        | Glória Pais                               |
| Fafy Siqueira         | Maria das Dores (Madá)                    |
| Letícia Isnard        | Brenda Pais                               |
| Rômulo Neto           | Tito Rabelo                               |
| Edwin Luisi           | Ulysses Lago (Tio Lili)                   |
| Maurício Destri       | Winny Rabelo                              |
| Tuna Dwek             | Sueli Pedrosa                             |
| Louise Cardoso        | Salma Rabelo                              |
| Daniel Dantas         | Gilson Rabelo                             |
| Ellen Rocche          | Brunnetý (Mujer Mangaba)                  |
| Felipe Lima           | Xande Pais                                |
| Aline Dias            | Luz da Silva                              |
| Marcus Rigonatti      | Kevin da Silva                            |
| Ayumi Irie            | Dorothy da Silva                          |
| Samya Pascotto        | Tábata Pais                               |
| Izabella Bicalho      | Nice                                      |
| Thiago Amaral         | Caio                                      |
| Cris Nicolotti        | Odíla Moretti                             |
| Wandi Doratiotto      | Nestor Moretti                            |
| Mônica Torres         | Áurea Moreira                             |
| Norival Rizzo         | Silvério de Souza                         |
| Carolinie             | Júlia Oliver                              |
| Rodrigo López         | Vitinho Barata                            |
| Thaila Ayala          | Camilita Lancaster                        |
| Mila Moreira          | Silvia Laport                             |
| Xuxa Lopes            | Bluma Lancaster                           |
| Carla Salle           | Melissa Rabelo (Mel)                      |
| Carmem Verônica       | Karmita Lancaster                         |
| Noemi Marinho         | Margot Queiroz                            |
| Eliana Pittman        | Chica                                     |
| Sérgio Malheiros      | Jonas                                     |
| Bia Arantes           | Cléo                                      |
| Júlio Oliveira        | Peixinho                                  |
| Thais Garayp          | Santa                                     |
| Yaçanã Martins        | Celinha                                   |
| Tatiana Alvim         | Socorro                                   |
| Pedro Inoue           | Douglas                                   |
| Nanda Lisboa          | Sheila                                    |
| Guilherme González    | Zito                                      |
| Priscila Camargo      | Nancy                                     |
| Vânia Love            | Mujer Saputá                              |
| Dani Vieira           | Mujer Pupunha                             |
| Fernanda Abraão       | Mujer Jambolão                            |
| Rubens Camello        | Bolívar                                   |
| Thais Lago da Silva   | Mari                                      |
| Bruna Hamú            | Karol                                     |

## Emisión
| Transmisiones                                                             | Transmisiones          | Transmisiones            | Transmisiones           | Transmisiones           | Transmisiones   | Transmisiones |
| País                                                                      | Título                 | Cadena(s)                | Primera Emisión         | Última Emisión          | Horario Semanal | Hora          |
| ------------------------------------------------------------------------- | ---------------------- | ------------------------ | ----------------------- | ----------------------- | --------------- | ------------- |
| Bandera de Brasil                                                         | Sangue Bom             | Rede Globo               | 29 de abril de 2013     | 1 de noviembre de 2013  | Lunes a sábados | 19:30         |
| Bandera de Santo Tomé y Príncipe                                          | Sangue Bom             | TVS                      | 8 de mayo de 2013       | 11 de noviembre de 2013 | Lunes a sábados | 19:00         |
| Bandera de Portugal                                                       | Sangue Bom             | SIC                      | 9 de septiembre de 2013 | 21 de abril de 2014     | Lunes a viernes | 19:30         |
| Bandera de Corea del Sur                                                  | 프랜즈                 | TeleNovela               | 18 de setiembre de 2014 | 17 de noviembre de 2015 | Jueves          | 17:00         |
| Bandera de El Salvador                                                    | Laberintos del Corazón | TCS Canal 4              | 24 de noviembre de 2014 | 24 de julio de 2015     | Lunes a viernes | 14:00         |
| Bandera de Estados Unidos                                                 | Laberintos del Corazón | Pasiones                 | 12 de mayo de 2015      | 26 de octubre de 2015   | Lunes a viernes | 21:00         |
| Bandera de Puerto Rico                                                    | Laberintos del Corazón | Pasiones                 | 12 de mayo de 2015      | 26 de octubre de 2015   | Lunes a viernes | 21:00         |
| Bandera de Bolivia                                                        | Laberintos del Corazón | ATB                      | 8 de junio de 2015      | 20 de noviembre de 2015 | Lunes a viernes | 11:20         |
| Bandera de Nicaragua                                                      | Laberintos del corazon | Canal 4                  | 9 de noviembre de 2015  | 13 de mayo de 2016      | Lunes A viernes | 16:00         |
| Bandera de la Unión de Naciones Suramericanas · Bandera de Estados Unidos | Laberintos del corazón | Atreseries Internacional | 4 de diciembre de 2019  | TBA                     | Lunes a viernes | 19:45         |

## Premios y nominaciones

### Ganadora
Premio Noveleiros 2013:
- Mejor novela, con 37,11% de preferencia.
- Mejor pareja, para Giane (Isabelle Drummond) y Fabinho (Humberto Carrão), con 48,01% de preferencia.

Premio Contigo 2014:
- Mejor autor, para Maria Adelaide Amaral y Vincent Villari.

### Nominada
Mis Premios Nick 2013:
- Actriz favorita - Isabelle Drummond
- Actor favorito - Marco Pigossi

Premio Extra de Televisão:
- Mejor novela - Sangue Bom
- Mejor actriz - Giulia Gam y Sophie Charlotte
- Mejor actor - Marco Pigossi
- Mejor actor de reparto - Joaquim Lopes
- Mejor actor revelación - Josafá Filho
- Mejor banda sonora - Vagalumes

Premio Capricho Awards:
- Mejor actor nacional - Marco Pigossi
- Mejor actriz nacional - Sophie Charlotte

Premio Quem::
- Mejor actriz: Sophie Charlotte y Giulia Gam
- Mejor actor: Marco Pigossi y Humberto Carrão
- Mejor actor de reparto: Joaquim Lopes
- Mejor actor revelación: Josafá Filho
- Mejor actriz de reparto: Regiane Alves y Letícia Sabatella
- Mejor autor: Maria Adelaide Amaral e Vincent Villari

Premio Melhores do Ano (Mejores del año)::
- Mejor Actriz de Reparto: Giulia Gam

## Nota
1. ↑  Dos capítulos por día